# Ponte Buggianese
Ponte Buggianese er en landsby/kommune i provinsen Pistoia i den nordlige af Toscana, Italien. Kommunen har 8.398 indbyggere.

## Ekstern henvisning
- http://www.comune.ponte-buggianese.pt.it/